# Zračna luka Barcelona
Zračna luka Barcelona (IATA: BCN, ICAO: LEBL), poznatija kao Zračna luka El Prat, smještena je 10 km jugozapadno od Barcelone u španjolskoj autonomnoj zajednici Kataloniji.
Druga je španjolska zračna luka po veličini, iza Zračne luke Madrid-Barajas. Glavni je prometni centar za Spanair i Vueling te grad fokus za Air Europu i Iberiju. Preko zračne luke odvija se uglavnom domaći promet te letovi za europske i sjevernoafričke destinacije. Zračna luka također je povezana i s Jugoistočnom Azijom, Latinskom Amerikom i Sjevernom Amerikom.
Zračni most Barcelona-Madrid (Špa.: "Puente aéreo" ili Kat.: "Pont Aeri") bio je najprometniji na svijetu do 2008. s najvećim brojem letova (971 tjedno) u 2007. godini Letovi su reducirani od veljače 2008., kada je otvorena brza željeznička linja Madrid-Barcelona koja udaljenost između dva grada prelazi za 2 sata i 40 minuta.